# Джошевский, Никола
Никола Джошевский (макед. Никола Ѓошевски; 1 апреля 1979) — македонский футболист, защитник, ныне футбольный агент.

## Карьера
Джошевский начал карьеру в 1998 году в клубе «Силекс» из Кратово, за который он отыграл три года. В 2000 году перешёл в российский клуб «Спартак» Москва, но провел за чемпиона России только три игры за два года. Покинув «Спартак», вернулся в Македонию и подписал контракт с клубом «Вардар» Скопье. За клуб Джошевский играл значительно чаще, став игроком основного состава. Летом 2003 года «Вардар» проявил себя в квалификации Лиги чемпионов: выбив из розыгрыша российский ЦСКА, команда всего в один мяч уступила пражской «Спарте».
Благодаря успешной игре за клуб, к Джошевскому стали проявлять интерес европейские клубы. В 2005 году он перешёл в австрийский клуб «Аустрия» Зальцбург, за который провел десять матчей и забил один гол. В зимний перерыв сезона 2005/06 он покинул клуб и полгода отыграл за датский «Мидтьюлланн».
В сезоне 2006/07 Джошевский вернулся в «Вардар», а уже в следующем году переехал в греческий клуб «Этникос» Пирей. Через год он снова вернулся на родину, на этот раз в «Работнички» из Скопье. На сезон 2008/09 его в третий раз подписал «Вардар». В сезоне 2009/10 Джошевский снова переехал в Грецию, где сыграл семь матчей за «Родос».
После окончания игровой карьеры Джошевский работал спортивным директором «Металлурга» Скопье с января 2010 до августа 2012 года. В это время клуб занял второе место в чемпионате и впервые в истории получил путевку в еврокубки.
С августа 2012 года Джошевский стал футбольным агентом и открыл собственное агентство «Sports Management Consulting». В 2004 году он окончил экономический факультет университета Скопье.

## Карьера в сборной
Джошевский является рекордсменом по количеству игр за молодёжную сборную Македонии до 21 года — 25 матчей, в пяти играх он выводил команду на поле с капитанской повязкой.

## Достижения
Вардар
- Чемпион Македонии (2): 2001/02, 2002/03

Работнички
- Чемпион Македонии (1): 2007/08